# Historia de un gran amor
Historia de un gran amor es una película mexicana dirigida por Julio Bracho y protagonizada por Jorge Negrete y Gloria Marín, basada en la novela El Niño de la Bola, de Pedro Antonio de Alarcón. 

## Argumento
Manuel y Soledad son una pareja de enamorados que se conocen desde niños, después de que el padre de Manuel (interpretado por el mismo Negrete) un rico hacendado, regrese de la guerra de independencia y tras ver sus tierras y ganado perdidos, se endeuda con mil reales con el usurero del pueblo, que es el padre de Soledad, quien le cobra intereses leoninos. Un día se incendia la casa del usurero y él culpa al padre de Manuel por considerar que se beneficiaba con la quema de los papeles que acreditaban su deuda.
Al oír esto, el padre de Manuel reconoce su deuda frente al pueblo reunido fuera de la casa, pero azuzado por los gritos del prestamista, entra en ella, rescatando el baúl con papeles, pero falleciendo luego. Queda así Manuel huérfano y a cargo del cura de la iglesia del pueblo, el Padre Trinidad, que es el único que se apiada de él. El padre de Soledad promueve quedarse con todos los bienes del difunto en cuenta a la deuda y se traslada a vivir con su familia a la casa frente a la plazuela del pueblo, delante de la que se realiza la festividad del Santo Niño, cuya tradición marca que se paga dinero como ofrenda por bailar en la fiesta con la mujer que se quiera pretender. 
El niño Manuel se pasa los días en un árbol frente a su antigua casa, de manera que en la casa de Soledad sospechan que va por el deseo de rescatar algo que ha dejado olvidado ahí, donde antes vivía con su padre. Un día logra entrar en la casa para recuperar su cajita de música y se topa con Soledad, coincidiendo con la visita del párroco al prestamista, quien viene a solicitarle ayuda para el huérfano, este se la niega, y se percata del interés de Manuel por su hija, por lo que pese a la oposición de su esposa, decide mandar a un internado a la pequeña. 
A raíz de ello, Manuel se escapa de la parroquia por temporadas y realiza trabajos esporádicos esperando el regreso de Soledad. Al regreso de esta, y en la festividad del Santo Niño, da como ofrenda cien reales por bailar con ella, el prestamista va subiendo la cantidad para que no baile, hasta que lo consigue. Manuel entierra su cuchillo frente al árbol de la casa, jurando a Soledad que le espere y prometiéndole que regresara muy rico por ella. En el ínterin, Soledad rechaza a varios pretendientes, entre ellos a Vitriolo el boticario, quien es un hombre de fuertes resentimientos y que más adelante habría de marcar las vidas de Soledad y Manuel. El tiempo pasa y el padre de Soledad influye para que esta se case con el dueño de una fábrica y ella accede pues ha pasado el tiempo y no se sabe nada de Manuel, creyéndolo quizá muerto.
Manuel regresa siendo rico, y es su deseo acudir a la fiesta del pueblo para bailar con Soledad y pedirla en matrimonio, pero es informado de su nuevo estado civil, y desea cobrar venganza. El padre Trinidad le pide mantener la cordura y le ruega que se vayan juntos fuera del pueblo. Soledad, desesperada porque continúa amando a Manuel, le envía una carta solicitando su perdón antes de que se vaya y ella sufra su ausencia. Instigado por esta, Manuel regresa al baile y ofrece la enorme cantidad de cien mil reales por bailar con Soledad. El marido de esta ofrece a cambio su fábrica para que no bailen, pero su suegro - el padre de Soledad- le convence que mejor deje que bailen o quedará en la ruina. Soledad y Manuel bailan la pieza, pero Vitriolo, motivado por el odio y los resentimientos que alberga hacia la pareja, lanza su cuchillo para evitar que Manuel se lleve a Soledad y pueda perderla, el cuchillo hiere a Soledad de muerte, quien suplica agonizante al párroco que la absuelva y a Manuel que la perdone.

## Reparto
- Jorge Negrete
- Domingo Soler
- Gloria Marín
- Sara García
- Julio Villarreal
- Narciso Busquets
- Miguel Ángel Ferriz
- Andrés Soler
- Eugenia Galindo
- Lupita Torrentera
- José Baviera
- Ernesto Alonso
- Joaquín Coss
- Alberto Galán
- Fanny Schiller
- Lupe del Castillo
- Salvador Quiroz
- Armando Velasco
- David Valle González
- Paco Martínez
- Humberto Rodríguez
- Roberto Cañedo (como extra).

## Comentarios
- Esta es una de las películas protagonizadas por la pareja en la vida real de Jorge Negrete y Gloria Marín.

- Este filme ocupa el lugar 90 dentro de la lista de las 100 mejores películas del cine mexicano, según la opinión de 25 críticos y especialistas del cine en México, publicada por la revista somos en julio de 1994.[1]